# Ernst Schultz

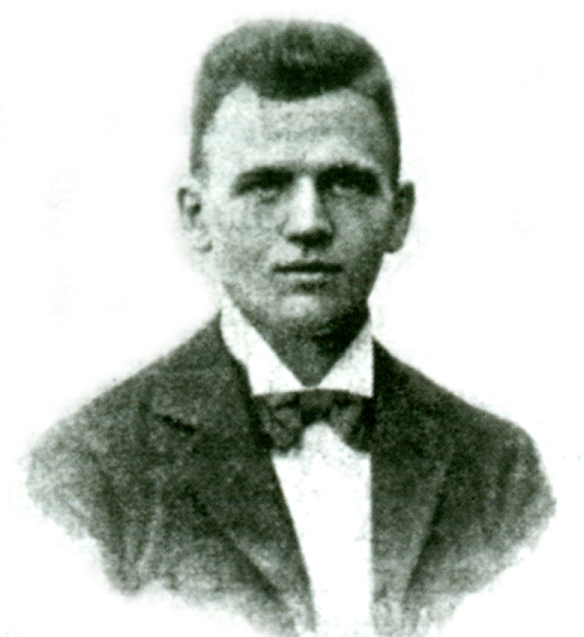

Ernst Ludvig Emanuel Schultz (Horsens, 15 de mayo de 1879 - Roskilde Fjord, 20 de junio de 1906) fue un atleta danés que corrió a finales del siglo XIX y que era especialista en las pruebas de velocidad.
En 1900 tomó parte en los Juegos Olímpicos de París, en la que ganó la medalla de bronce en la carrera de los 400 metros, al quedar por detrás de los estadounidenses Maxey Long y William Holland.
Anteriormente, en 1899, ganó el campeonato danés de los 150 metros lisos.
Su mejor marca en los 400 metros fue de 51.5 segundos en 1900.